# Nenneh Lebbie
Nenneh Lebbie é uma política da Serra Leoa. Ela é membro do Partido do Povo de Serra Leoa e um dos representantes no Parlamento de Serra Leoa para o distrito de Bo, eleito em 2007.